# Jaroslav Pollák
Pour les articles homonymes, voir Pollak.
Jaroslav Pollák est un footballeur tchécoslovaque puis slovaque né le 11 juillet 1947 à Medzev (Tchécoslovaquie) et mort le 26 juin 2020 à Košice (Slovaquie).

## Biographie
En tant que défenseur, Jaroslav Pollák fut international tchécoslovaque à 49 reprises (1968-1976) pour un but. 
Il participa à la Coupe du monde de football de 1970, au Mexique. Il ne joue pas contre le Brésil, ni contre la Roumanie, mais il fut titulaire contre l’Angleterre, ce qui n’empêcha pas la défaite. La Tchécoslovaquie est éliminée dès le premier tour.
Il participa à l’Euro 1976. Il fut titulaire contre les Pays-Bas, mais il reçoit deux cartons synonymes d’un carton rouge (à la 51e minute et à la 60e minute), ce qui lui fera manquer la finale contre la RFA. Il est champion d’Europe.
Il participa à l’Euro 1980. Il ne joue pas aucun match dans ce tournoi, mais avec la Tchécoslovaquie, il termine troisième du tournoi.
Il a joué dans des clubs tchécoslovaques (MFK Košice, FK Dukla Banská Bystrica et AC Sparta Prague) et autrichiens (Austria Salzbourg). Il remporte en 1980 la coupe de Tchécoslovaquie avec l’AC Sparta Prague.

## Clubs
- 1965-1977 : MFK Košice
- 1977-1979 : FK Dukla Banská Bystrica
- 1979-1980 : AC Sparta Prague
- 1981-1983 : SV Austria Salzbourg
- 1983-1988 : MFK Košice

## Palmarès
- Coupe de Tchécoslovaquie de football
  - Vainqueur en 1980
- Championnat de Tchécoslovaquie de football
  - Vice-champion en 1971
- Championnat d'Europe de football
  - Vainqueur en 1976
  - Finaliste en 1980